# Браво, Артуро
Артуро Браво Собрино (исп. Arturo Bravo Sobrino; 19 мая 1958 — 22 января 2023) — мексиканский легкоатлет, специалист по спортивной ходьбе. Выступал за сборную Мексики по лёгкой атлетике в 1980-х годах, двукратный бронзовый призёр Кубка мира в командном зачёте, чемпион Центральной Америки и Карибского бассейна, участник летних Олимпийских игр в Сеуле.

## Биография
Артуро Браво родился 19 мая 1958 года.
Впервые заявил о себе в лёгкой атлетике на международном уровне в сезоне 1981 года, когда вошёл в состав мексиканской сборной и выступил на Кубке мира по спортивной ходьбе в Валенсии, где финишировал пятым в личном зачёте 50 км — тем самым помог соотечественникам стать бронзовыми призёрами мужского командного зачёта (Кубка Лугано).
В 1983 году в 50-километровой дисциплине одержал победу на чемпионате Центральной Америки и Карибского бассейна в Гаване. На Кубке мира в Бергене занял 28-е место и вновь стал бронзовым призёром командного зачёта.
На Кубке мира 1987 года в Нью-Йорке сошёл с дистанции в 50 км. Принимал участие в чемпионате мира в Риме — с личным рекордом 3:52:08 пришёл к финишу восьмым.
Благодаря череде успешных выступлений в 1988 году удостоился права защищать честь страны на летних Олимпийских играх в Сеуле — в программе 50 км показал время 4:08:08, расположившись в итоговом протоколе соревнований на 33-й строке. Также в этом сезоне выиграл серебряную медаль на Панамериканском кубке в Мар-дель-Плате, уступив на финише только своему соотечественнику Мартину Бермудесу.
В 1990 году на домашнем Панамериканском кубке в Халапе в дисциплине 50 км был дисквалифицирован за нарушение техники ходьбы.
Впоследствии больше не показывал сколько-нибудь значимых результатов в лёгкой атлетике на международной арене.